# Intel 80286
El Intel 80286 (conegut també com a i286 o iAPX 286) és un microprocessador de 16 bits de la família x86 presentat l'1 de febrer de 1982. Va ser equipat en l'IBM Personal Computer/AT, fet que provocà que fos usat àmpliament pels ordinadors compatibles amb IBM PC a mitjans i finals dels anys 1980.
Va ser dissenyat per iniciar aplicacions en multitasca, incloent-hi comunicacions (com PBX automatitzats), processos de control a temps real i usuaris multiusuari.
El successor d'aquest processador va ser el Intel 386.

## Informació general

Microarquitectura del microprocessador 80286

Els primers 286 operaven a 6 i 8 MHz; posteriorment Intel els oferirà a 10 i 12,5 MHz. No únicament eren fabricats en exclusiva per aquesta, sinó que també ho varen fer Siemens AG, Fujitsu, Kruger (aquests 3 últims havien clonat models de CPU o eren considerats com a segons proveïdors), Harris i AMD. El rang de velocitats que varen oferir aquests fabricants són els següents:
- Intel: de 6 Mhz a 12,5 MHz.
- Siemens AG: de 8 MHz a 16 MHz.
- AMD: de 8 MHz a 20 MHz.
- Harris: de 10 MHz a 25 MHz.

El rendiment del 286 era superior respecte als seus predecessors. De fet l'increment del rendiment de cicle de rellotge; el càlcul dels modes de direcció eren més complexos i usaven menys cicles de rellotge perquè ja eren efectuats en el mateix processador; el 8086 en canvi no, provocant-li un augment de cicles de rellotge, a causa del fet que efectuava el càlcul a la ALU general. A més, operacions matemàtiques com MUL/DIV consumeixen menys cicles de rellotge amb el 8086.
Al tenir un bus de 24 bits, pot gestionar fins a 16 Mb de RAM (en contra d'1 Mb del 8086). Encara que el sistema MS-DOS pugui utilitzar memòria RAM convencional (extended memory) mitjançant una crida a la INT 15h, AH=87h de la BIOS com a disc RAM o mitjançant emulació de expansed memory prèviament habilitada per la memòria extended memory. Pocs ordinadors amb processador i286 van tenir més d'1 Mb.

### Multitasca
Tal com s'ha esmentat anteriorment, el processador podia executar aplicacions en multitasca, incloent-hi comunicacions (PBX), control de processos a temps real i sistemes multiusuari; per tot això, es va afegir el mode protegit (protected mode), que tenia 4 anells d'execució i una divisió de memòria via taules de segments; d'aquesta manera treballaven les versions de 16 bit del sistema operatiu d'IBM, l'OS/2. Amb el mode protegit es permetia usar directament tota la memòria, a part d'oferir una protecció per evitar l'escriptura de dades de forma accidental (o no) fora de la zona de la memòria assignada; no obstant un cop el processador treballava en mode protegit era incapaç de tornar a treballar en mode real (real mode); el xip Intel 8042 usat per controlar els teclats AT té la funció de reiniciar el processador únicament (CTRL-ALT-DEL).

## Especificacions
L'i286 té les següents característiques:
- El bus extern de dades és de 16 bits.
- El bus intern és de 16 bits.
- El bus de direccions és de 24 bits (per aquest motiu pot gestionar 16 Mb).
- Pot gestionar fins a 16 Mb de memòria.
- La velocitat varia dels 6 MHz fins als 25 MHz.
- Depenent de què model, el nombre d'instruccions varia de 0,9 (model a 6 MHz) a 2,66 (model a 12 MHz) milions d'instruccions per segon.
- L'encapsulat és de 68 pin.
- Usa el conjunt d'instruccions x86.